# Marschland (al-Ahwar) im Südirak: Schutzgebiet der Artenvielfalt und Reliktlandschaft mesopotamischer Städte
Unter dem Titel Marschland (al-Ahwar) im Südirak: Schutzgebiet der Artenvielfalt und Reliktlandschaft mesopotamischer Städte wurde 2016 ein serielles Welterbe im Irak unter Schutz gestellt. Es besteht aus drei archäologischen Stätten und vier Marschgebieten. Es ist die erste gemischte Kultur- und Naturerbestätte des Landes. Der verbindende Gedanke dabei ist, dass die sumerische Hochkultur, die aus den Ausgrabungsstätten bekannt ist, im Wechselspiel mit Umweltbedingungen entstand, die in der Nähe der Grabungsstätten nicht mehr bestehen, wohl aber in der Landschaft al-Ahwar (arabisch الأهوار, DMG al-Ahwār) im Südirak.

## Beschreibung
Die beiden Städte Ur und Uruk und das religiöse Zentrum Eridu entstanden zwischen dem 4. und dem 3. Jahrtausend v. Chr. Einst lagen sie am Ufer des Süßwasser-Marschlandes von Euphrat und Tigris. Als sich der Persische Golf ab dem 2. Jahrtausend v. Chr. durch tektonische Bewegungen südwärts verlagerte, trocknete das fruchtbare Schwemmland aus, in dem sich die sumerischen Städte befanden. Das führte unvermeidlich zu ihrem Niedergang. Zugleich entstand weiter südöstlich die heutige Marschlandschaft von al-Ahwar.
ICOMOS merkte kritisch an, dass die Verbindung zwischen den einstigen Marschgebieten rings um die archäologischen Stätten und der heutigen Ahwar-Marschlandschaft eher symbolischer als historischer Natur sei. Zwar seien 45 kleine Siedlungshügel im Marschland bekannt, doch bestehe keine Verbindung dieser Siedlungen zur sumerischen Stadtkultur. „Der hauptsächliche kulturelle Wert von al-Ahwar besteht in der Verbindung zu den Marsch-Arabern, worauf der Welterbe-Antrag aber überhaupt nicht eingeht.“

### Komponenten des seriellen Welterbes

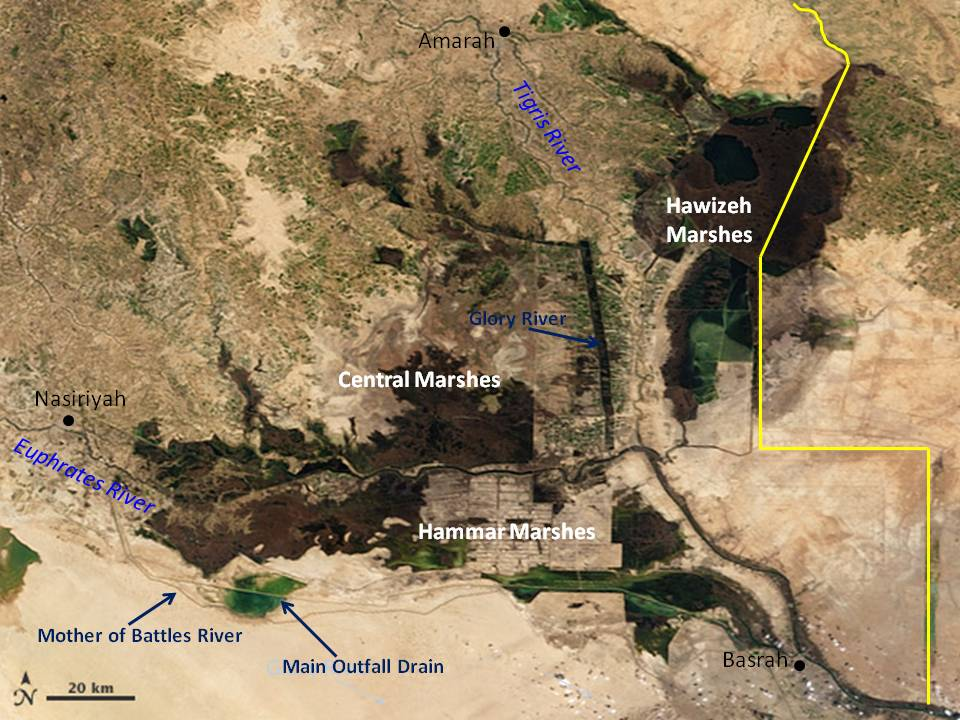
Lage der Naturerbestätten

Die Welterbestätten befinden sich in den irakischen Gouvernoraten Maysan, Dhi Qar, Al Basrah und Al Muthanna, wobei das Huwaizah-Marschland direkt an der Landesgrenze zum Iran gelegen ist. Das serielle Welterbe besteht aus vier Naturerbe- und drei Kulturerbe-Gebieten:
| Name                         | Lage     | Gouvernorat     | Größe (ha) | Pufferzone (ha) |
| ---------------------------- | -------- | --------------- | ---------- | --------------- |
| Huwaizah-Marschland          | Standort | Maysan          | 48 131     | 42 561          |
| Zentrales Marschland         | Standort | Dhi Qar, Maysan | 62 435     | 83 958          |
| Östliches Hammar-Marschland  | Standort | Al Basrah       | 20 342     | 12 721          |
| Westliches Hammar-Marschland | Standort | Dhi Qar         | 79 991     | 68 403          |
| Uruk, archäologische Stadt   | Standort | Al Muthanna     | 541        | 292             |
| Ur, archäologische Stadt     | Standort | Dhi Qar         | 71         | 317             |
| Eridu, archäologische Stätte | Standort | Dhi Qar         | 33         | 1 069           |

### Uruk

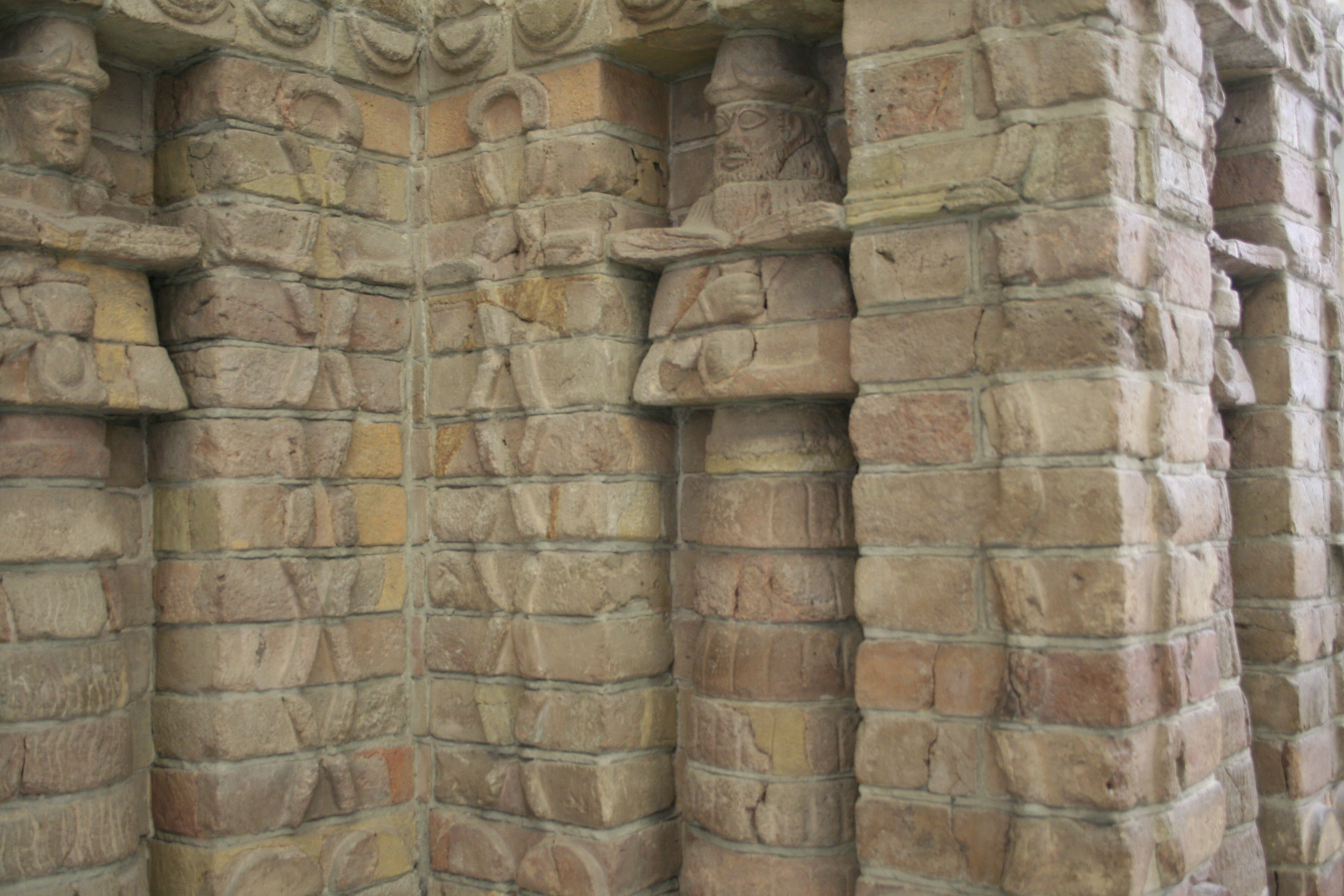
Fassade des Inanna-Tempels von Uruk (Vorderasiatisches Museum Berlin)

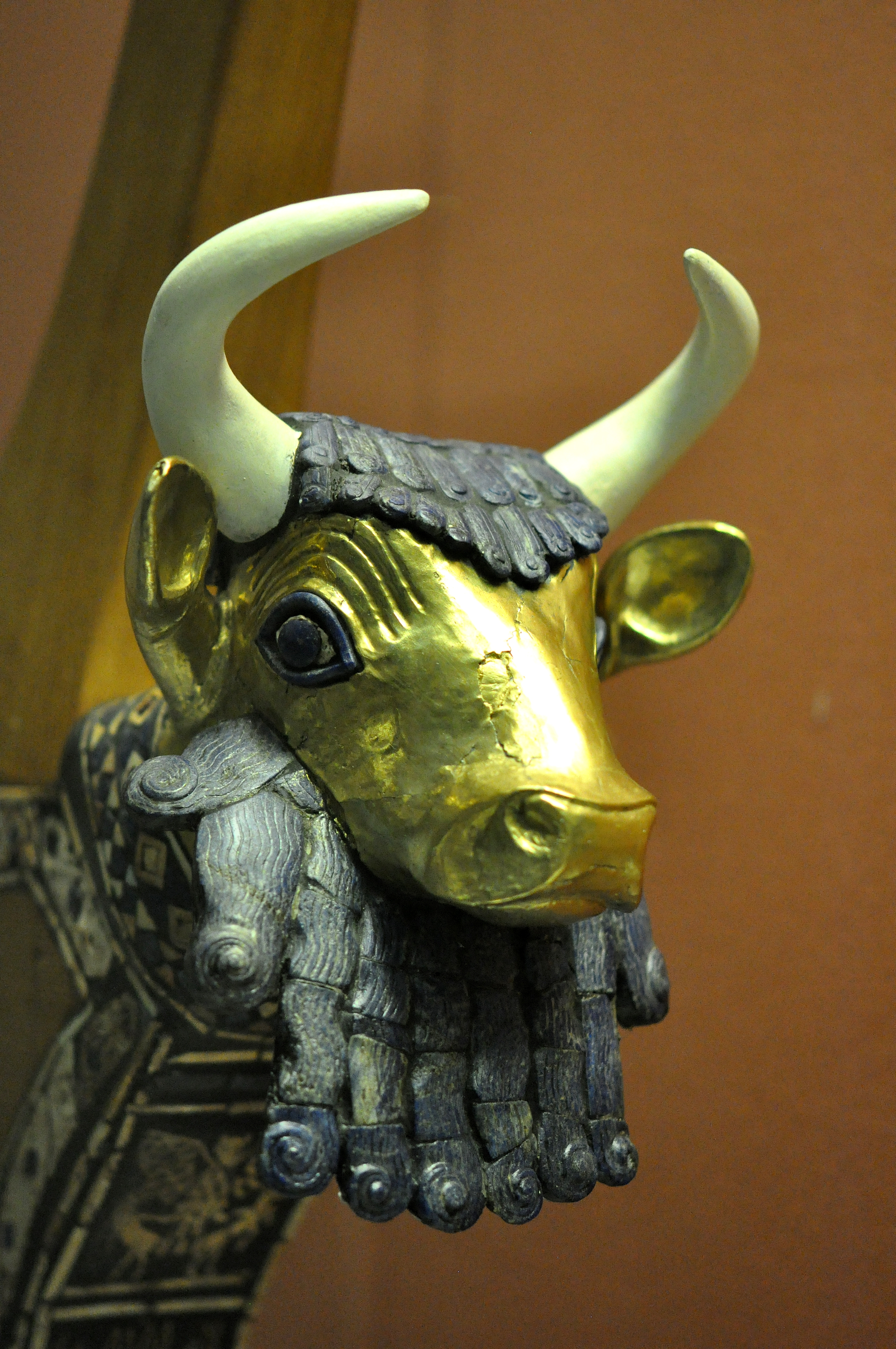
Detail einer Lyra aus den Königsgräbern von Ur (British Museum)

Uruk, einst am Ufer des Euphrat gelegen, war die größte Stadt im südlichen Mesopotamien. Der Stadtplan zeigt Areale, die der Religion gewidmet waren – darunter zwei Zikkurate – und Wohnviertel, geordnet nach Berufen. Wegen ihrer Kanäle erhielt die Stadt den modernen Beinamen „Venedig der Wüste“. Auch rings um Uruk existierte ein sehr gut ausgebautes Kanalsystem, das durch Magnetometrie nachgewiesen werden konnte. Unter anderem erfolgte über diese Kanäle der Warentransport vom Euphrat in die Stadt.

### Ur
Ur war die wichtigste sumerische Hafenstadt. Sie verband Mesopotamien mit so fernen Handelspartnern wie Indien. Mehr als 80.000 Keilschrifttafeln geben Einblick in das Wirtschaftssystem, die Religion und das literarische Leben. Neben den herausragenden Bauwerken (Tempel, Zikkurate, Paläste) sind besonders die Artefakte aus den Königsgräbern von Ur zu nennen. ICOMOS merkte dazu an, dass von den drei bekannten Häfen, die alle noch nicht ausgegraben sind, zwei in der Pufferzone liegen und der Haupthafen sogar außerhalb des ausgewiesenen Areals; es wurde in Aussicht gestellt, das Welterbegebiet künftig zu vergrößern.

### Eridu
In der mesopotamischen Tradition galt Eridu als die älteste Stadt und soll noch vor der großen Flut gegründet worden sein. Ihr Zentrum war ein Tempel auf einer kleinen Insel inmitten der Lagune. Wegen ihrer besonderen Bedeutung in der mesopotamischen Mythologie wurden hier im Laufe der Zeit achtzehn Tempel gebaut.

### Marschland-Gebiete

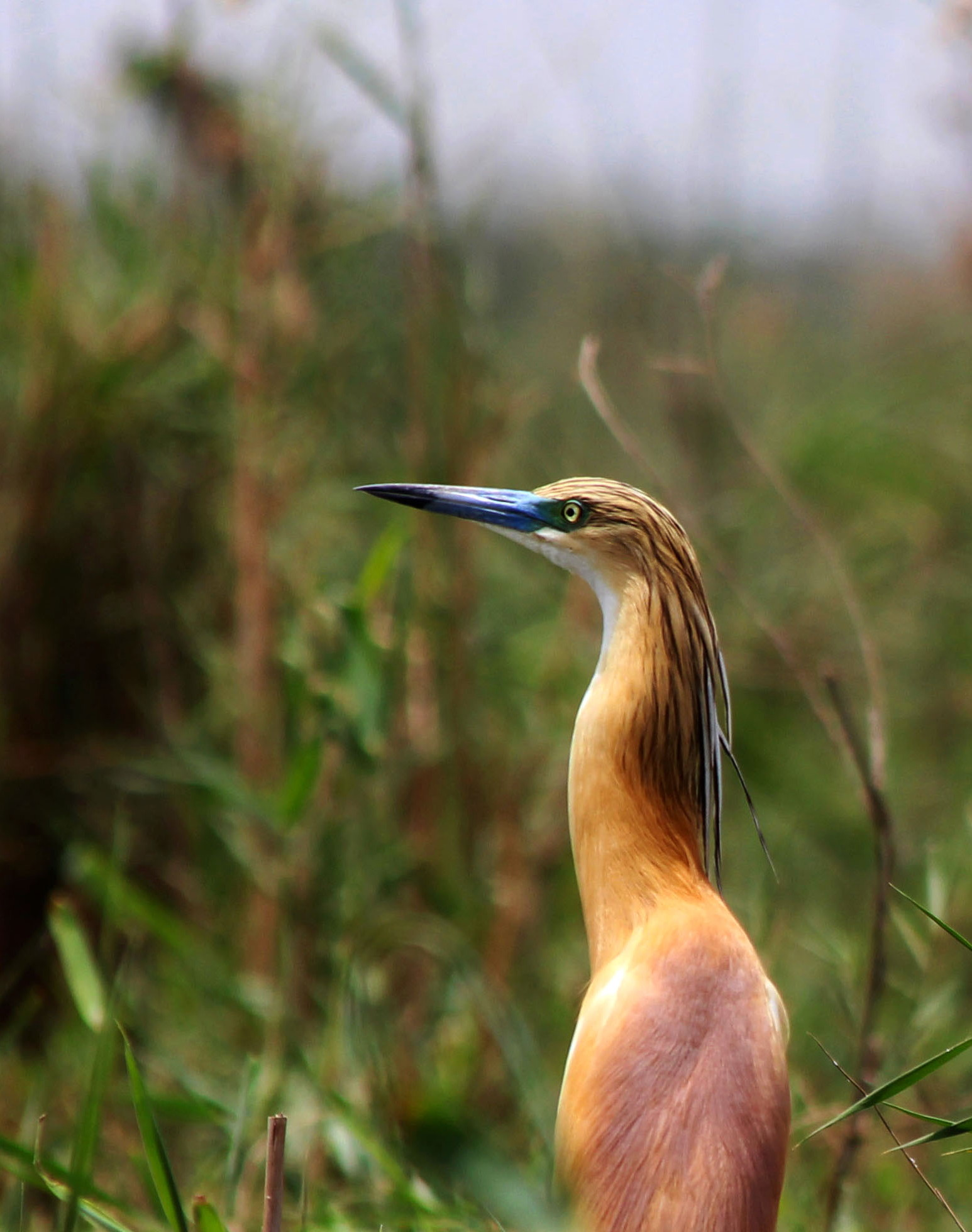
Rallenreiher im Zentralen Marschland

Die Ahwar des Südirak sind ein Feuchtland-Ökosystem in einer extrem trockenen und heißen Umgebung. Dabei sind sie fast vollständig auf den Wasserzufluss von außen angewiesen, was zu ausgeprägten Schwankungen des Wasserstands im Jahresverlauf führt. Die Wassertemperatur ist hoch, im Sommer 30 Grad Celsius oder darüber. Die starke Sonneneinstrahlung und der große Nährstoffgehalt des Wassers führen insgesamt zu einer hohen Produktivität des Ökosystems. Mit der starken Verdunstung geht ein Trend zur Versalzung einher, der durch menschliche Eingriffe in der Vergangenheit noch verstärkt wurde.
Dem Marschland kommt eine Schlüsselrolle für die Regulierung des Mikroklimas, die Reduzierung von Staubstürmen und die Wasserqualität der weiteren Umgebung zu. Mit dem Huwaizah-Marschland wurde ein schutzwürdiges Feuchtgebiet nach der Ramsar-Konvention als Naturerbe ausgewiesen.

## Welterbe-Kriterien

### Kriterium III
Die Ausgrabungsstätten Ur, Uruk und Eridu stehen mit ihren Bauwerken und ihren Funden exemplarisch für den Beitrag, den die frühen Hochkulturen Mesopotamiens zur Geschichte der Menschheit leisteten. „Die Sumerer gelten als die erste Hochkultur mit einer komplexen Gesellschaftsordnung, sie erfanden die Bürokratie und die Keilschrift und hielten nicht nur Geschäftsvorgänge auf Tontafeln fest, sondern verschriftlichen auch eines der ältesten literarischen Werke – das Gilgamesch-Epos.“

### Kriterium V
Heute liegen Ur, Uruk und Eridu in der Wüste, aber bei genauem Hinsehen nimmt man wahr, dass sie einst im Süßwasser-Marschland gebaut wurden und an diese Umwelt angepasst waren: leichte Senken markieren einstige Sümpfe, der Verlauf von Wasserstraßen und Kanälen ist erkennbar, und Siedlungshügel ragten einst inselartig aus dem Wasser.

### Kriterium XI
Das Marschland von al-Ahwar liegt in einer extrem trockenen Region und wird gespeist durch das Wasser von Euphrat und Tigris. Im Laufe eines Jahres unterliegt die Wassermenge großen Schwankungen. Niederschläge und Schneeschmelzen flussaufwärts bewirken Hochwasser, und die sommerliche Trockenheit und Hitze lässt den Wasserspiegel stark sinken.

### Kriterium X
Das variable Ökosystem von al-Ahwar bietet einigen Meeresfischarten geeignete Laichgründe. Millionen Zugvögel auf der westasiatisch-ostafrikanischen Zugroute rasten hier, bevor sie die Arabische Halbinsel überqueren. Das als Naturerbe geschützte Marschland ist der Lebensraum bedrohter Vogelarten wie der Marmelente und dem Basrarohrsänger sowie bedrohten Säugetierarten wie dem Weichfellotter, der Roten Pestratte und der Euphrat-Weichschildkröte.

## Die Ahwar des Südirak als Kriegsschauplatz
Schon 1985 begann die Regierung des Irak unter Saddam Hussein, das Sumpfgebiet an der Grenze zum Iran zu entwässern, um besseren Zugang zu den Kampfgebieten zu erhalten. Eine ganz andere Dimension erhielten diese Trockenlegungen aber ab 1991 nach dem Ende des Zweiten Golfkriegs. Die schiitischen Araber des Südens erhoben sich gegen die Zentralregierung in Bagdad. Die Niederschlagung des Aufstands geschah so brutal, dass nur ein Fünftel der Einwohner in der Region verblieb; Zehntausende wurden getötet, viele Überlebende flohen in den Iran. Als mögliches Rückzugsgebiet von Partisanen sollten die Marschgebiete im Südirak komplett verschwinden. Durch Drainage und Eindeichungen fielen die Sumpfgebiete trocken. „Die Fläche des Marschlandes schrumpfte um neunzig Prozent, und gesunde Schilfbestände bedeckten im Jahr 2003 nur noch geschätzte 1500 Quadratkilometer. … Allenfalls der Al-Hawizeh-Sumpf an der Grenze zum Iran bildet ein Abbild der einstigen Pracht. Der Rest: öde Salzpfannen, kärgliche Wüsten mit einzelnen salztoleranten Sträuchern oder von der Sonne steinhart gebackene Schlickflächen.“
Nach dem Sturz Saddam Husseins begann man 2003, die Deiche einzureißen und das Sumpfgebiet wieder zu fluten. Das einströmende Wasser löste eine Revitalisierung der Marschen aus. Durch die Produktion von pflanzlicher Biomasse nahm die Zahl der Fische zu, und auch viele Vogelarten kehrten zurück. Nach nur drei Jahren bedeckte das Marschland fast zwei Drittel der ursprünglichen Fläche. Doch die Anrainer der Oberläufe von Euphrat und Tigris nutzen das Wasser zunehmend für eigene Projekte (Landwirtschaft, Stromgewinnung), so dass zumal in trockenen Jahren zu wenig Wasser in das südirakische Marschland hineinströmt.